# 武藤央子
武藤 央子（むとう ひさこ、1996年1月1日 - ）は、山口放送のリポーター、ラジオパーソナリティ。同局では武藤 ひさこ名義で活動している。

## 来歴
山口県周南市出身。山口県立下松高等学校、山口学芸大学卒業。大学在学中、山口県の教員採用試験に合格している。
中学生の頃から声を使った仕事をしてみたいとは思っていたが、両親が当人に安定した職に就くことを望んでいたことから小学校教員として就職。しかし中学生の頃からの想いを抑えきれなかったなどの理由により退職を決意。退職1か月前に山口放送ラジオのアシスタントのオーディションを受けるも不合格。その後知り合いのラジオパーソナリティに相談し、福岡市内のアナウンス学校に2019年4月に入学。6か月後の10月に山口放送のリポーター募集の連絡を受けてオーディションに臨んだ結果合格し、2021年1月から山口放送のリポーターを務めている。媒体によっては同局のアナウンサーとして紹介されることもある。

## 出演

### テレビ番組
- 熱血テレビ（山口放送）
- KRYさわやかモーニング（山口放送） - 金曜キャスター
- わくわくサンデー（山口放送）- リポーター [7]

### ラジオ番組
- どよーDA!（KRYラジオ）
- KRY Morning Up（KRYラジオ） - 木曜パーソナリティ